# 方塊A的作弊者
《方塊A的作弊者》（The Card Sharp with the Ace of Diamonds）是法國藝術家喬治·德·拉·圖爾創作的一幅布面油畫，製作於1636年至1638年，現在收藏於羅浮宮，羅浮宮於1972年購買該畫。在牌手的肘部和桌布的陰影下，有喬治·德·拉·圖爾的署名。
該作品描繪了一種紙牌遊戲，其中右邊的富裕年輕人被其他玩家騙取錢財，而其他玩家似乎都是該計劃的同謀。左邊的牌手實際上正在從背後取回方塊A。